# Mauri
Mauri, islamizirani stanovnici sjeverozapadne Afrike, većinom nomadski stočari. Od njih potiče ime države Mauritanije, čije sjeverne dijelove nastanjuju. Dijele se na niz plemena: Trarza, Brakna, Adrar, Abakak i dr.

## Antički Mauri
U antičko doba, Mauri je bio rimski naziv plemenima koji su porijeklom od Libijaca, koji su se u grčkim izvorima, prema Strabonu, nazivali Maurisi, što su Rimljani pretvorili u Mauri. Ova plemena živjela su na području sjeverne Afrike, a rimska provincija Mauritanija i država Mauritanija dobila je po njima ime.
U srednjem vijeku, naziv "Mauri" ili Mori (španjolski: morisco) primjenjuje se na narod koji je nastao miješanjem antičkih Maura s Kartažanima, Rimljanima, Vandalima i Arapima. U doba arapskih osvajanja, krajem 7. stoljeća, brzo prelaze na islam. Većina tog povijesnog naroda u tijeku sljedećih stoljeća apsorbirani su u arapsku naciju.

## Mauri na Pirenejskom poluotoku
Početkom 8. stoljeća Mauri prelaze na Pirenejski poluotok i ruše državu Vizigota. Osvajaju gotovo cijeli poluotok i zasnivaju visoku kulturu, koja opstaje tijekom sljedećih osam stoljeća. Vidi: Pirenejski poluotok - Povijest. 
Kršćani sve islamske doseljenike nazivaju moriski (španjolski: moros).
Nakon uspjeha kršćanske rekonkviste, koja završava osvajanjem Granade godine 1492., većina moriska protjerana je u sjevernu Afriku. Ostali pod pritiskom prihvaćaju kršćanstvo, ali potajice često zadržavaju svoju vjeru i običaje. Zbog toga su izloženi bijesu puka i progonu španjolske inkvizicije.
Na njih se, kao i na pokrštene Židove, primjenjivao pogrdan naziv Marani (možda prema španjolskom marranos: gadovi, svinje).
Vidi i članak Maurska umjetnost